# Arachnura

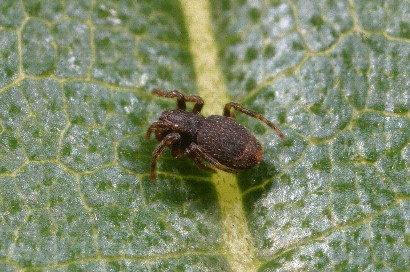
Самец Arachnura logio

Arachnura (лат.) — род аранеоморфных пауков из семейства пауков-кругопрядов.
Распространены в Австралии, Юго-Восточной Азии, один вид найден в Африке и на Мадагаскаре. Эти пауки маскируются под сухие листья и веточки, используя коричневую окраску и форму тела. Они остаются в центре своей паутины днём и ночи. У самок этого рода вытянутое изогнутое брюшко, немного напоминающее брюшко скорпиона. Они выгибают свой «хвост», если их потревожить, но он совершенно безвреден. Укусы этих пауков редки и вызывают местные боли и отёк. Самки длиной от 1 до 3 см, самцы всего 2 мм и имеют обычную для пауков форму тела, без «хвоста».
Название рода происходит от греческих слов arachne «паук» и ura «хвост».

## Виды
- Arachnura angura Tikader, 1970 — Индия
- Arachnura caudatella Roewer, 1942 — Новая Гвинея, Квинсленд
- Arachnura feredayi (L. Koch, 1872) — Австралия, Тасмания, Новая Зеландия
- Arachnura heptotubercula Yin, Hu & Wang, 1983 — Китай
- Arachnura higginsi (L. Koch, 1872) — Австралия, Тасмания
- Arachnura logio Yaginuma, 1956 — Китай, Япония
- Arachnura melanura Simon, 1867 — от Индии до Японии и Сулавеси
- Arachnura perfissa (Thorell, 1895) — Мьянма
- Arachnura pygmaea (Thorell, 1890) — Ниас
- Arachnura quinqueapicata Strand, 1911 — Ару
- Arachnura scorpionoides Vinson, 1863 — ДР Конго, Эфиопия, Маврикий, Мадагаскар
- Arachnura simoni Berland, 1924 — Новая Каледония
- Arachnura spinosa (Saito, 1933) — Тайвань